# Манакін-червононіг гострохвостий
Манакін-червононіг гострохвостий (Chiroxiphia lanceolata) — вид горобцеподібних птахів родини манакінових (Pipridae).

## Поширення
Вид поширений уздовж тихоокеанського узбережжя крайньої південно-західної частини Коста-Рики і Панами (включаючи острови Койба і Себако), на півночі Колумбії вздовж карибського узбережжя і на півночі Венесуели північніше від річки Оріноко (включаючи острів Маргарита). Мешкає на середніх і верхніх рівнях підліску вологих лісів, особливо на частково зріджених ділянках; на відкритих ділянках трапляється на ділянках з високим вторинним поростом.

## Опис
Птах завдовжки 13,5 см, вагою від 17,5 до 19 г. Обидві статі мають два подовжених центральних хвостових пір'я. Переважна частина оперення самця чорного кольору, з подовженим пір'ям на потилиці у вигляді короткого гребеня, малиново-червоного кольору; спина яскраво-блакитна, а низ з тьмяним зеленуватим відтінком. Райдужка коричнева, дзьоб чорний, а лапки помаранчеві. У самиці верхня частина тіла і оперення грудей оливково-зелені; горло сірувато-оливкове, а черевце від жовтуватого до сіруватого.

## Спосіб життя
Живиться плодами та ягодами. Самці проводять групові покази, щоб привабити самиць до спаровування, а два самця співпрацюють один з одним, танцюючи перед самицею, яка спостерігає за ними. Танець складається з простого стрибка вгору і вниз з жердини. Гніздо будує самиця на дереві у формі чаші. Вона відкладає два яйця кремового кольору з коричневими плямами і висиджує їх 20 днів.